# Nuttallochiton
Nuttallochiton is een geslacht van keverslakken uit de familie van de Mopaliidae.

## Soorten
- Nuttallochiton hyadesi
- Nuttallochiton martiali
- Nuttallochiton mirandus